# Karaktärsmord
Karaktärsmord är en term som används då en person anser sig ha blivit medvetet feltolkad eller pådyvlats åsikter som denne inte står för. Begreppet är relaterat till ärekränkning och förtal och förekommer framförallt inom kulturjournalistik då ämnen som anses kontroversiella debatteras. 
Anledningen till att begå karaktärsmord på en person skall vara att sänka denna ofta kulturellt och politiskt aktiva persons anseende hos massan. Karaktärsmord kan även utövas på avlidna personer. Den som beskylls för att begå karaktärsmord anser sig dock sällan ha gjort något fel, utan istället framföra relevant kritik av handlingar eller uttalanden.